# Гоголь-Яновський Опанас Дем'янович
Гоголь-Яновський Опанас (Панас) Дем'янович (1738, с. Кононівка 2-ї Лубенської сотні Лубенського полку, тепер Лубенського району Полтавської області — поч. XIX ст., с. Василівка (Яновщина) Миргородського повіту Полтавської губернії, тепер с. Гоголеве Шишацького р-ну Полтавської обл.) — козацький писар Миргородського полку, секунд-майор, перекладач, домашній учитель, дід видатного письменника Миколи Гоголя.

## Життєпис
Походив із родини священника Успенської церкви села Кононівка Лубенського полку отця Дем'яна Яновського. Освіту здобув у Києво-Могилянській академії до 1757 року. За короткий час навчання опанував шість мов. З 1757 року — перекладач у Генеральній військовій канцелярії. З 7 червня 1782 року — полковий писар Миргородського полку, секунд-майор (1794—1798). Одночасно зі службою працював домашнім учителем у сім'ях козацької старшини, дворянства. У 1776 таємно побрався зі своєю юною ученицею Тетяною Семенівною Лизогуб, дочкою бунчукового товариша Семена Лизогуба та онукою переяславського полковника Василя Танського.
Сам Гоголь-Яновський не був багатим, мав власних лише 5 кріпаків обох статей на Лубенщині (1782). Дружина за заповітами 1776 та 1781 одержала частину маєтків, пожалуваних ще 1757 року В. Танському, що знаходилися в сотникових маєтках Бубнове та Ліпляве, в селі Келеберда і Решітки Ліплявської сотні Переяславського полку. 1784 батько Тетяни подарував їй та онуку Василю хутір Купчин (Купчинський) в Шишацькій сотні Миргородського полку та інші населені пункти з чималими земельними угіддями. Пізніше хутір став називатися Василівка або Яновщина, де в родовому маєтку пройшли дитячі роки Миколи Гоголя. Гоголь-Яновський, можливо, не без допомоги Лизогубів і Танських, відшукав у Генеральній військовій канцелярії документи про родинні зв'язки Яновських із козацьким полковником Остапом Гоголем — політичним та військовим діячем України XVII ст., який походив зі старовинного роду волинської шляхти. Брав участь у Національно-визвольній війні українського народу 1648—1658: полковник вінницький (1648), подільський (1654), пізніше — наказний гетьман Правобережної України (1674—78). 
Резиденцією гетьмана було м. Димер, де він і помер 5 січня 1679 року. Похований у Київському Межигірському монастирі. Прізвище знаменитого предка Гоголь-Яновський додав до свого, став писатися Гоголь-Яновський. Це прізвище мав і його син Василь Гоголь-Яновський, а онук, Микола Васильович, як відомо, став уже лише Гоголем.